# Michael Stumpf (Manager)
Michael Stumpf (* 12. September 1972 in Lindau) ist ein deutscher Fernsehredakteur und Manager.

## Leben
Nach seinem Abitur 1991 am Gymnasium Moltkestraße Gummersbach studierte Stumpf von 1993 bis 2000 Anglistik, Betriebswirtschaftslehre und Kommunikationswissenschaft/Journalistik an der Otto-Friedrich-Universität Bamberg. Sein Auslandsjahr 1995/96 verbrachte er an der Kingston University London.
Von 1998 bis 2002 arbeitete er in der TV- und Onlineredaktion von logo! 2003 wechselte er in die ZDF-Hauptredaktion Kinder und Jugend und übernahm dort bis 2007 die stellvertretende Teamleitung von zdftivi.de, von 2008 bis 2013 die Leitung des Onlineteams.
Von August 2013 bis Dezember 2017 war er Programmgeschäftsführer des KiKA. Seit 1. Januar 2018 ist er Leiter der ZDF-Hauptredaktion Kinder und Jugend.